# Lophopterys surinamensis
Lophopterys surinamensis är en tvåhjärtbladig växtart som först beskrevs av André Joseph Guillaume Henri Kostermans, och fick sitt nu gällande namn av Noel Yvri Sandwith. Lophopterys surinamensis ingår i släktet Lophopterys och familjen Malpighiaceae. Inga underarter finns listade i Catalogue of Life.